# Napomyza nigritula
Napomyza nigritula är en tvåvingeart som först beskrevs av Zetterstedt 1838.  I den svenska databasen Dyntaxa används istället namnet Phytomyza nigritula. Enligt Catalogue of Life ingår Napomyza nigritula i släktet Napomyza och familjen minerarflugor, men enligt Dyntaxa är tillhörigheten istället släktet Phytomyza och familjen minerarflugor. Arten är reproducerande i Sverige. Inga underarter finns listade i Catalogue of Life.